# Gobierno Regional de La Libertad
El Gobierno Regional de La Libertad es el órgano con personalidad jurídica de derecho público y patrimonio propio, que tiene a su cargo la administración superior del departamento de La Libertad, Perú. Tiene su sede en la capital regional, la ciudad de Trujillo.
Está constituido por el Gobernador Regional y el consejo regional.

## Gobernador regional
El órgano ejecutivo está conformado por: 2023-2026.
- Gobernador Regional: Cesar Acuña (Alianza para el Progreso)
- Vicegobernador Regional: Joana Del Rosario Cabrera Pimentel (Alianza para el Progreso)

## Consejo regional
El consejo regional es un órgano de carácter normativo, resolutivo y fiscalizador, dentro del ámbito propio de competencia del Gobierno Regional, encargado de hacer efectiva la participación de la ciudadanía regional y ejercer las atribuciones que la Ley Orgánica de Gobiernos Regionales del Perú respectiva le encomienda.
Está integrado por 19 consejeros elegidos por sufragio universal en votación directa, de cada una de las 11 provincias del departamento. Su periodo es de 4 años en sus cargos. 